# Davallament d'Erill la Vall
El Davallament d'Erill la Vall és un conjunt escultòric de l'església de Santa Eulàlia, d'Erill la Vall. Tal com ens ha arribat a l'actualitat, el Davallament d'Erill la Vall està constituït per set talles de fusta, amb algunes restes de policromia, dues de les quals es conserven MNAC (inv. MNAC/MAC 3917 i 3918) i cinc al Museu Episcopal de Vic (inv. MEV 4229). En destaca el treball detallat de les vestimentes de les figures. Els diversos estudis sobre el conjunt el daten al pas del segle xii al xiii. Actualment, es pot contemplar una reproducció de les set figures a la ubicació que sembla que era l'original, dalt d'una biga a la boca de l'absis a l'església de Santa Eulàlia, declarada monument historicoartístic l'any 1962, reconeguda com a bé cultural d'interès nacional el 1982 i inclosa en la llista de Patrimoni Mundial per la UNESCO l'any 2000.

## Història

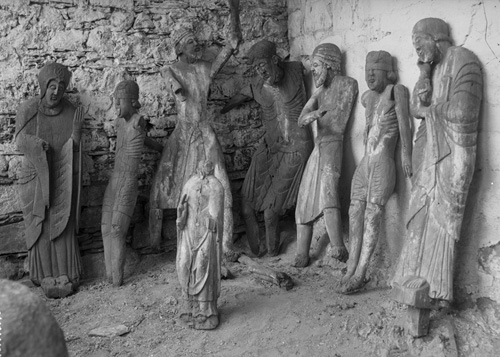
Troballa del grup escultòric l'any 1907

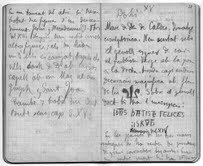
Quadern de notes de mossèn Gudiol

La descoberta moderna de les set talles del Davallament d'Erill es va produir en el marc de l'expedició científica que va organitzar l'Institut d'Estudis Catalans a la fi de l'estiu del 1907. Cal recordar que aquesta campanya, sota el nom de "Missió arqueològico-jurídica a la ratlla d'Aragó", anava encaminada a l'estudi de diversos aspectes de la zona compresa entre la Vall d'Aran i el Baix Cinca. Va suposar, entre altres coses, l'entrada a la comunitat científica de l'arquitectura i l'art romànic de la vall de Boí, constituint un dels episodis més importants de la història del patrimoni artístic de Catalunya (Ylla-Català, 2001). A l'església de Santa Eulàlia es va trobar el conjunt, tal com recullen els testimonis fotogràfics d'Adolf Mas, el quadern de notes manuscrit de mossèn Josep Gudiol i Cunill, i els escrits de mossèn Gudiol (1912) i Josep Puig i Cadafalch (1921-1926). Aquell mateix any es van oferir les talles als components de l'expedició, però van refusar la possibilitat d'adquirir-les. Poc després entraven en el món del mercat de l'art. D'aquesta manera, les cinc talles de Vic van ser adquirides l'any 1911, mentre que les dues restants van ser comprades per Lluís Plandiura, i el 1932 ingressaren en el que aleshores s'anomenava Museu d'Art de Catalunya. Des d'aquelles dates, les talles, per separat, són peces bàsiques en els discursos museogràfics d'ambdues institucions, i només es van reunir de nou durant la cèlebre exposició d'art romànic del 1961 (El Arte Románico, 1961) i el 1989, durant l'exposició Millenum (Millenum. Història i Art de l'Església Catalana, 1989).
L'any 2002 les peces van ser reunides de nou a Vic amb motiu de la inauguració del Museu Episcopal, mitjançant el dipòsit durant uns mesos de les dues talles del Museu Nacional d'Art de Catalunya, fruit d'un conveni signat entre les dues institucions. Aquesta operació es va repetir, en sentit invers, el 2003.

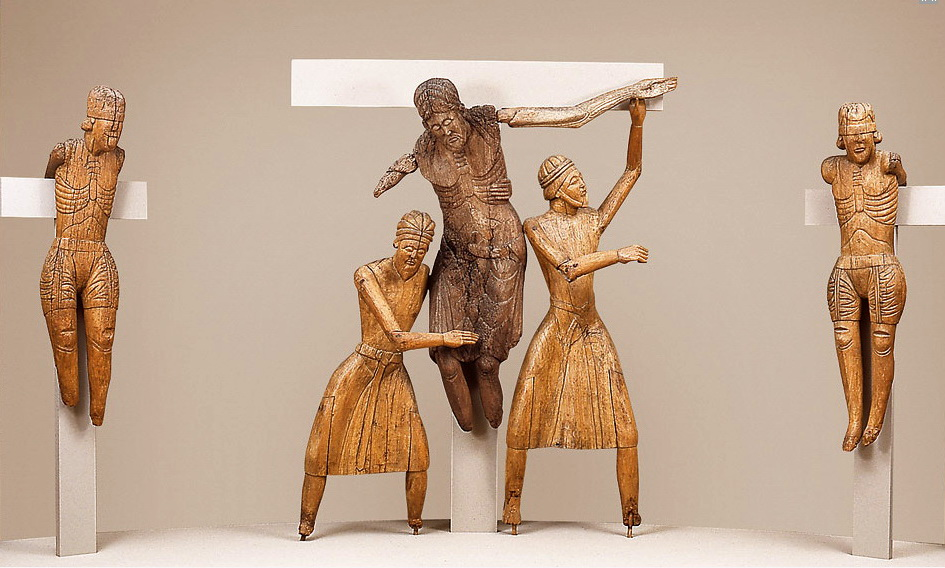
Escultures originals del Crist, Nicodem, Josep d'Arimatea i els dos lladres, Dimes i Gestes crucificats. Les cinc escultures estan exposades al Museu Episcopal de Vic
Escultures originals de la Mare de Déu al Museu Nacional d'Art de Catalunya
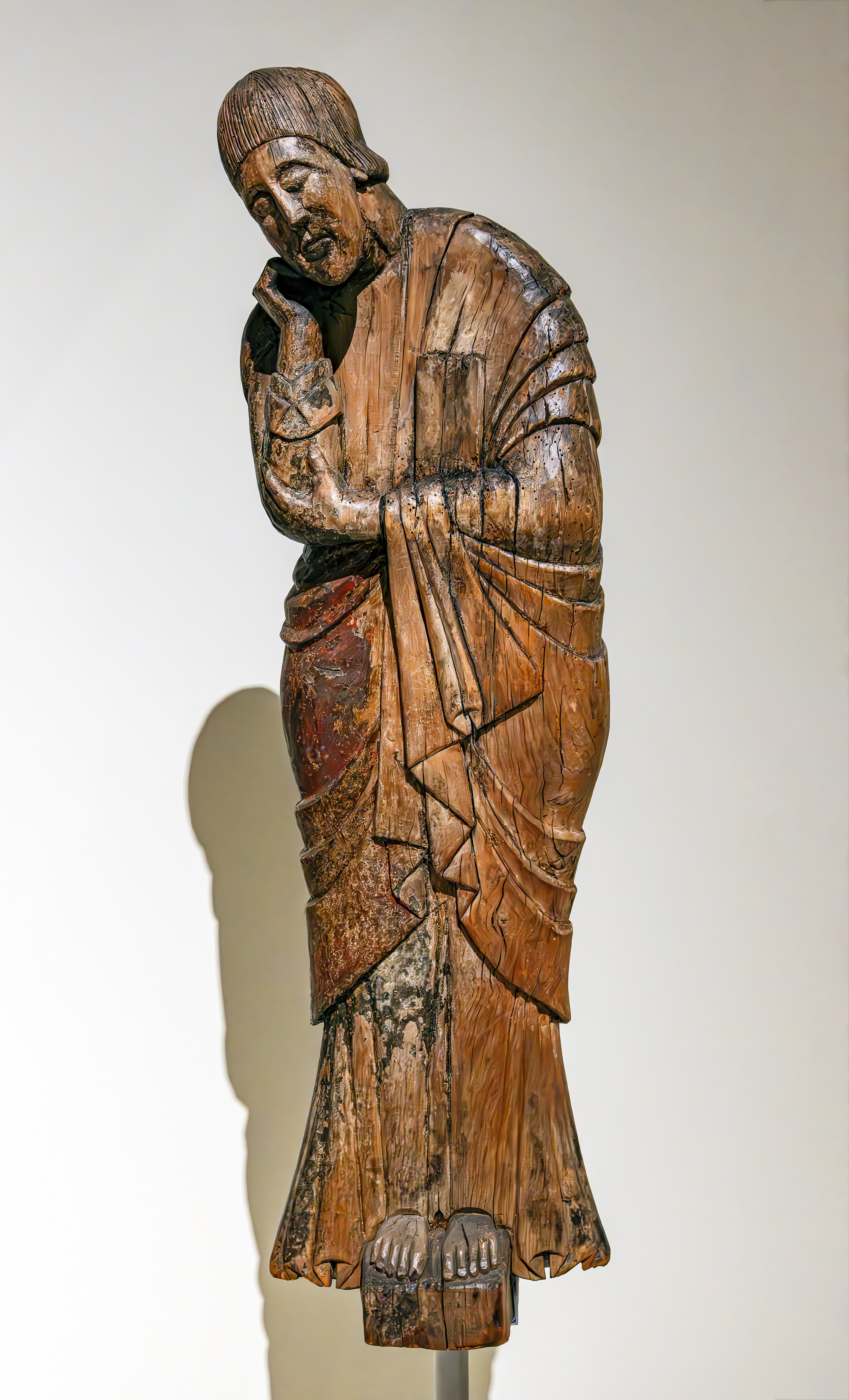
Escultures originals de sant Joan al Museu Nacional d'Art de Catalunya

### Els davallaments
Els grups de «davallaments» de la creu devien ocupar un lloc preferent dins l'església. En aquest sentit, la possibilitat més acceptada és aquella que el situa damunt d'una biga, sota l'entrada de l'absis i, per tant, pràcticament damunt l'altar i en una distribució horitzontal. Segons la regió, Crist es presenta en diferents moments del davallament de la creu, en alguns encara està clavat en ella, en altres sol la mà dreta o desclavat d'ambdues i amb el cos separat de la creu. La descoberta del Davallament d'Erill la Vall i d'altres grups similars, especialment a la Ribagorça, va alterar el coneixement que fins aleshores es tenia a Catalunya sobre aquest tema, aplicat a la talla i a un plantejament monumental. Fins llavors, l'únic conjunt conegut era el de Sant Joan de les Abadesses, conegut popularment com a Santíssim Misteri, datat el 1251; per tant, aquest grup era considerat excepcional. Més recentment, i una vegada comparats els grups catalans amb els coneguts a l'àmbit hispànic i europeu, s'han anat definint una sèrie de particularitats que, més enllà de les qüestions d'estil i de taller, atorguen als grups catalans una clara especificitat. Una de les diferències més significatives entre els grups catalans, especialment els d'Erill i de Sant Joan de les Abadesses (considerant els dos que conserven la totalitat de les figures), i la resta és la presència dels dos lladres, Gestes i Dimes. És interessant comprovar, en aquest sentit, com ambdós personatges no apareixen en altres grups de la mateixa tipologia, i ni tan sols en representacions del tema del davallament de la creu en altres suports a Catalunya. A més, no es pot oblidar la possible relació amb el teatre litúrgic. A Itàlia es conserven sencers dos grups, el de la catedral de Sant Llorenç a Volterra i el de la catedral de Tívoli. Aquestes escultures pertanyen a un moment de gran floriment de la imatgeria que es va donar a Catalunya durant el segle xii i en són un dels conjunts escultòrics romànics més singulars i excel·lents. Més de la meitat d'aquestes obres es van executar a les zones pirinenques repartides entre els comtats de Pallars, Ribagorça i d'Urgell i moltes d'elles es deuen al patronatge i supervisió de la baronia d'Erill en els temps de sant Ramon, bisbe de Roda (1104-1126).

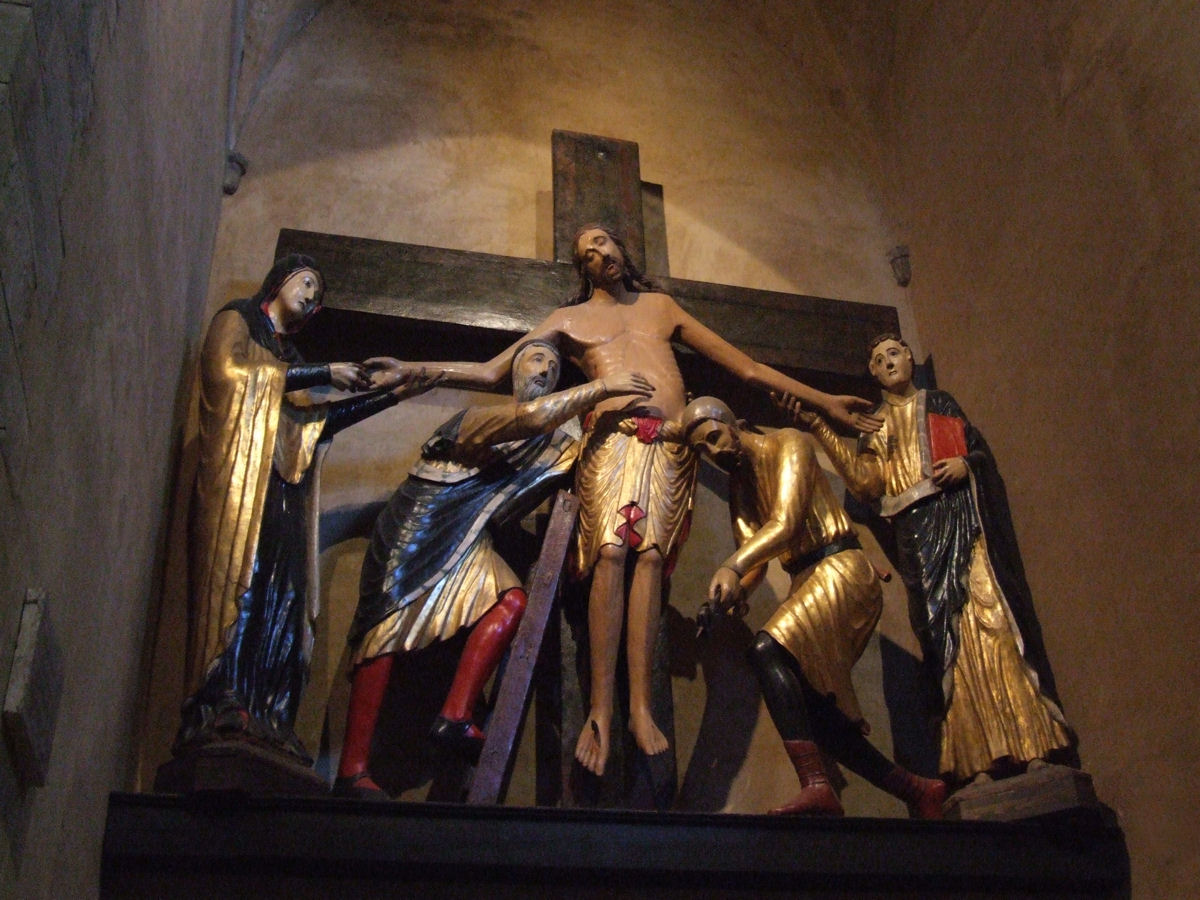
Davallament policromat a la catedral de Volterra
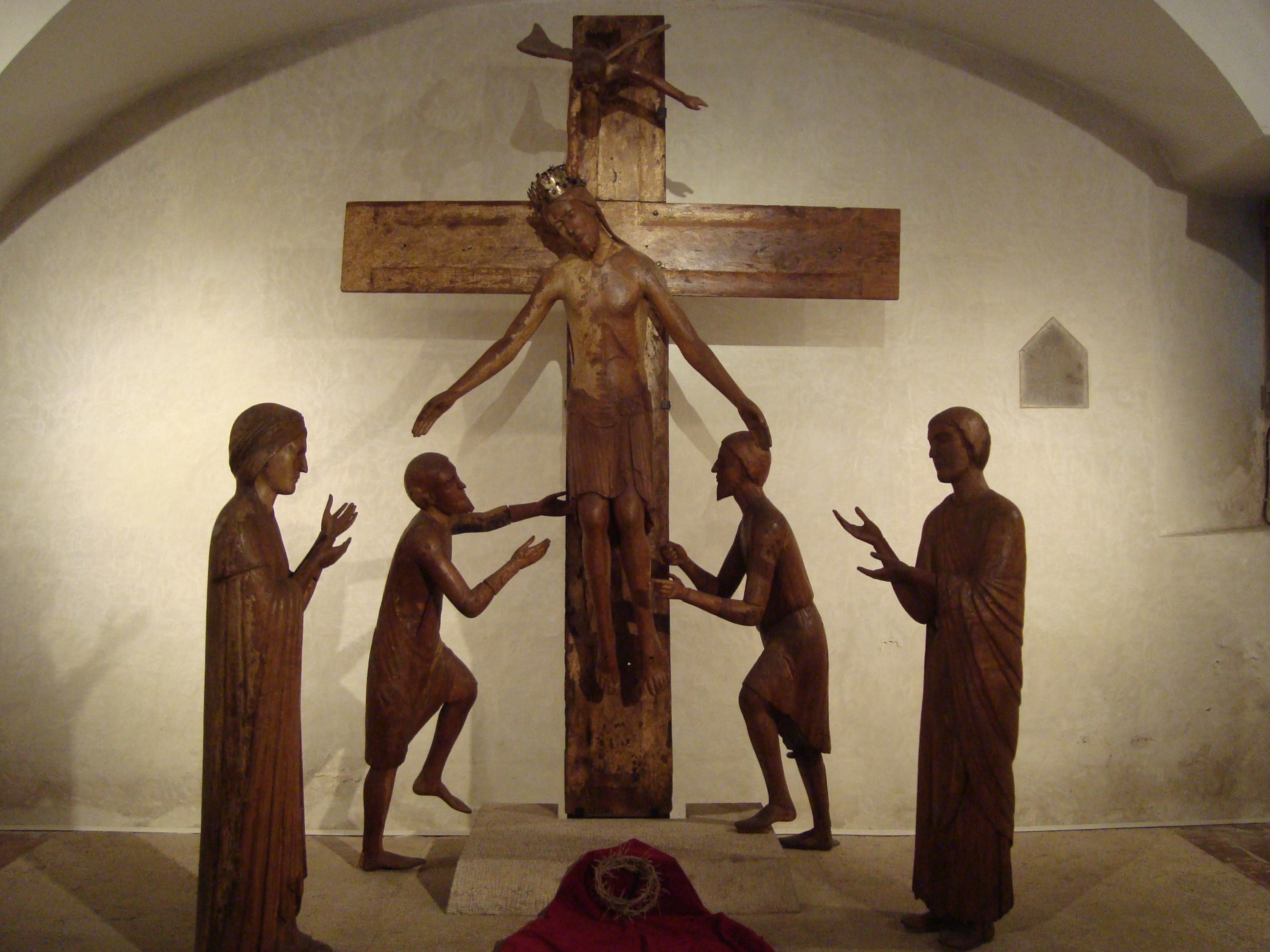
Davallament a la catedral de Sant Llorenç de Tívoli
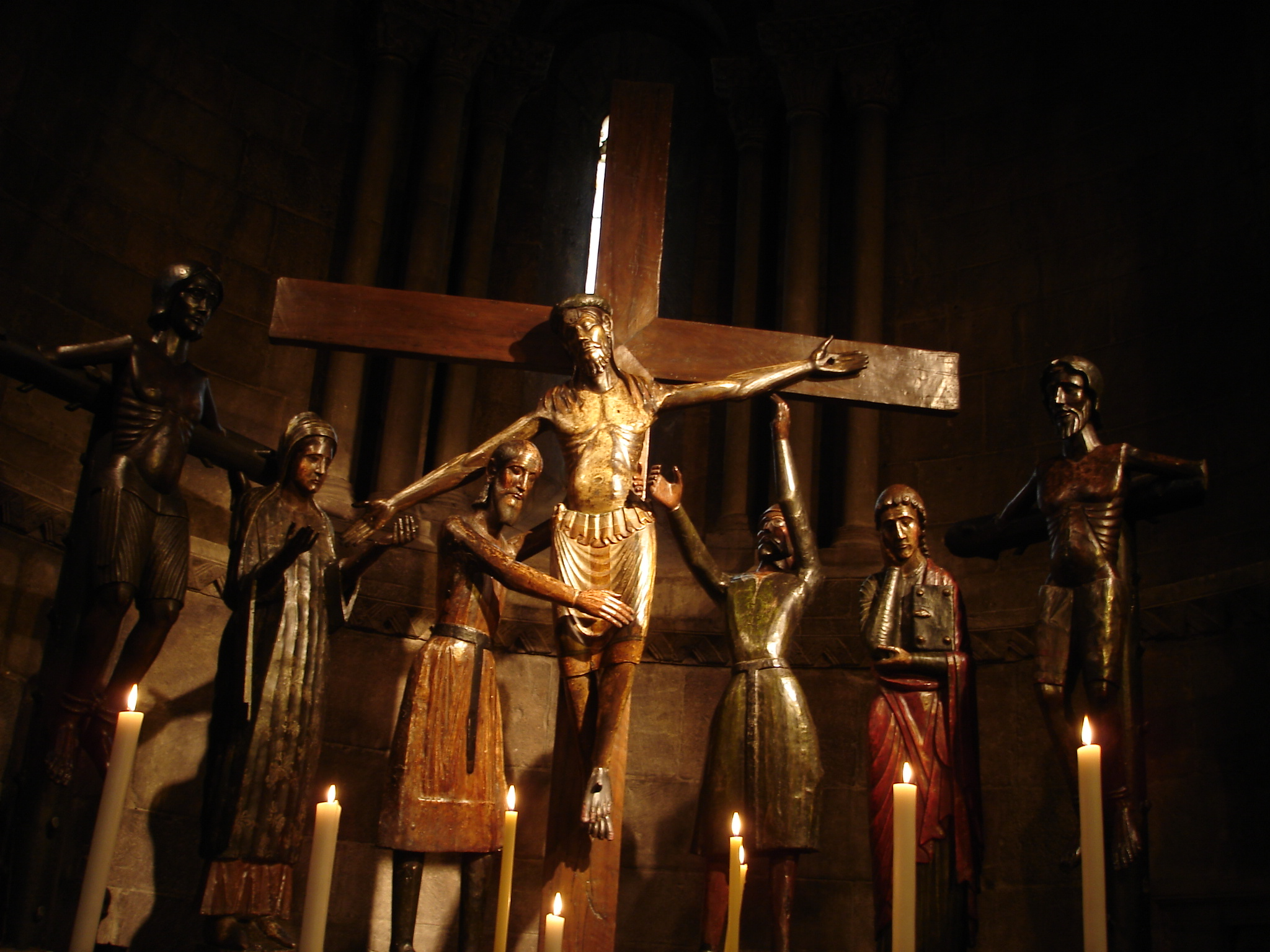
Davallament al monestir de Sant Joan de les Abadesses

### Estil i taller
L'estudi esquemàtic de l'anatomia del cos de Crist, així com el moviment contingut de Josep d'Arimatea i Nicodem, mostren que ens trobem davant d'un artista genial que va saber expressar el "páthos" d'aquest moment amb un llenguatge escultòric que encara avui dia sorprèn per la seva modernitat. Es desconeix el nom del mestre que va realitzar aquestes escultures, per bé que històricament s'ha atribuït a un hipotètic taller d'Erill. El conjunt d'Erill la Vall, és una de les obres mestres d'una sèrie de grups de talla especialment situats al Pirineu occidental català, entre la Vall d'Aran i la Ribagorça. Precisament, La Vall de Boí és la zona que inclou un nombre més significatiu de peces, especialment la sèrie de talles de davallaments que, al marge d'Erill, ve completada pels de Durro i Santa Maria de Taüll. La figura de Maria, l'única que s'ha conservat en els tres casos, permet comprovar les analogies. Al marge d'aquests tres conjunts, i d'altres talles, cal fer al·lusió al Crist de Mig Aran (conservat a l'església parroquial de Vielha), que formava part d'un davallament, i altres suposadament més avançats. De nou, les analogies prou clares entre diferents figures de Crist han anat consolidant la idea de l'existència d'aquest grup. Al marge dels davallaments, cal tenir presents algunes talles del Crucifix, com el de Sant Andreu de Salardú (conservat a la mateixa església, a la Vall d'Aran) o el més avançat de Perves (Museu de Lleida Diocesà i Comarcal); i de la mateixa manera, cal incloure en el grup algunes talles de frontals d'altar que semblen respondre al mateix taller, i a la mateixa modalitat estilística, tal com succeeix amb les també ribagorçanes procedents de Bibils (en gran part, conservades al MNAC).
Prenent en consideració les successives aportacions i descobertes, és possible delimitar una modalitat estilística, d'una certa vigència en el temps, que es detecta en obres de la zona del Pirineu occidental català, especialment a la Vall d'Aran i a la Ribagorça, però que assoleix també el Pallars i la Noguera. Si bé cal admetre un nucli que definiria el grup (Erill, Mig Aran, Salardú, etc.), també cal tenir ben present la continuïtat amb obres més avançades (Perves), que ens situarien ja en el marc del gòtic. L'escassa informació sobre el funcionament i la localització dels tallers als segles xii i xiii ha obligat a utilitzar termes convencionals per classificar i ordenar les diverses tendències. Gudiol (Cook, Gudiol, 1950) havia parlat d'imatgers a la Ribagorça, tot pensant en l'existència d'un taller a Taüll o bé a Erill la Vall; lentament, es va anar introduint el terme de "Taller d'Erill" (especialment,), terme atribuïble senzillament al paper del Davallament d'Erill la Vall en la definició del grup, tant per la seva qualitat com per l'estat en què ha arribat. En tot cas, cal recordar altres possibilitats assenyalades, com la que ens situaria en un taller depenent del Bisbat d'Urgell, caracteritzat per la influència nord-italiana.

### Catalogació
El davallament va ser catalogat per primera vegada el 5 de setembre de 1907, quan la Missió arqueològico-jurídica a la ratlla d'Aragó, organitzada per l'IEC amb la missió de protegir el patrimoni artístic català, va passar per Erill la Vall. L'equip estava format per Josep Puig i Cadafalch, Guillem Marià Brocà, Josep Gudiol, Josep M.Goday i Adolf Mas.

### Cronologia
Un altre dels aspectes controvertits que afecten els grups del davallament de la creu és la seva datació, de manera que el fet té una clara incidència sobre el mateix conjunt d'Erill la Vall. En línies generals, es troben dos punts de vista. En primer lloc, s'ha proposat una cronologia alta dins el segle xii, basada en les analogies existents en la indumentària entre les figures de Maria de les pintures de l'absis de Sant Climent de Taüll i les talles dels davallaments, entre d'altres; a partir d'aquest fet, el punt de partida de la datació ha estat mantinguda per altres autors (Cook, Gudiol,1950, Ainaud, 1973). Al costat d'aquest parer, que admetia la continuïtat del grup en obres i datacions més avançades, hi ha hagut una opció que aportava una cronologia més baixa, de vegades ja dins el segle xiii (Gudiol i Cunill, 1912; Duran i Canyameres, 1933). Aquesta proposta ha estat mantinguda i reforçada per altres autors, que han anat aportant els respectius arguments (Yarza, 1991; Llaràs, 1994). En aquest sentit, cal destacar com la vinculació dels grups del davallament de la creu amb la lluita contra el catarisme ha justificat aquesta datació baixa (Delcor, 1991; Bracons,1998). Aquesta datació estaria més en consonància amb els marges proposats per a altres conjunts.
Els diversos estudis que, des de diferents punts de vista, s'han anat duent a terme fins al moment han permès aportar diversos arguments sobre la seva datació, encara objecte de controvèrsia, i sobre la seva significació; igualment, s'ha anat configurant un grup estilístic que, abraçant obres de tipologia diversa, va adquirir una notable vigència, i que molt possiblement escapa a l'actuació d'un únic taller.
Les recerques, però, continuen obertes. Respecte de l'estil i del taller, caldria determinar la seva evolució i la seva possible imbricació en el gòtic, fet que no pot deslligar-se de la datació de cadascuna de les obres; i més enllà de la seva consideració dels exemplars del Pirineu, cal cercar la seva filiació en l'àmbit europeu en general, i les possibles concordances amb manifestacions d'altres tècniques. També cal avançar en aquells aspectes litúrgics que van configurar l'existència d'aquests grups del davallament, així com la seva especificitat).
Cal afegir que es va realitzar una reproducció del conjunt a l'església de Santa Eulàlia d'Erill la Vall, situada damunt d'una biga sota l'arc d'entrada al presbiteri, en el marc del procés de restauració de l'esmentada església, finalitzat l'any 1997.

## Descripció
Al centre figurava ⁣⁣Jesucrist⁣, amb el cap inclinat i el cos seminú proveït del perizoni. Una bona part de les extremitats ha desaparegut. A la dreta del Crist, feia el gest de sostenir-lo Josep d'Arimatea, de manera que la mà esquerra és visible, com de costum, a l'esquerra del costellam del Crist formant part del mateix bloc de fusta. A l'altra banda se situa Nicodem, el qual apareixia desclavant la mà esquerra del crucificat. Tot mantenint un esquema que tendeix a la simetria, són flanquejats per la Maria i Sant Joan Evangelista. La primera sostenia el braç dret de Crist, mentre el segon apareix amb el gest de dolor, tot posant-se la mà dreta a la galta, i amb el llibre com atribut sostingut per l'avantbraç esquerre. Finalment, als extrems hi ha les representacions dels dos lladres, Dimes i Gestes crucificats.
Algunes de les talles conserven restes de les tiges o metxes amb les quals es fixaven, per la base, a una biga. Al marge de les nombroses mutilacions, que afecten especialment les extremitats, les peces han perdut la policromia original. Les mostres més significatives es localitzen en la figura de sant Joan, amb restes de vermell al mantell. D'altra banda, s'han perdut les tres creus i la biga en el qual devien estar fixades les talles. Malgrat tot, és un dels grups de talles del davallament de la creu més ben conservat dins de l'àmbit català.
El tema del Davallament aporta un sentit més narratiu i dramàtic a la representació de la Passió de Crist, probablement en relació amb el teatre litúrgic. A la col·lecció del MNAC es conserven imatges d'altres davallaments de la vall de Boí, concretament dels de Santa Maria de Taüll i de Durro.

### Figures
- Jesús, conservat al Museu Episcopal de Vic.
- Sant Joan, conservat al MNAC, va entrar a formar part de la col·lecció el 1932, provinent de l'adquisició de la col·lecció Plandiura. Es tracta d'una talla en fusta amb restes de policromia al tremp. Les seves mides són 141 x 40 x 20,5 cm,[11]
- La Mare de Déu, també conservada al MNAC provinent de la col·lecció Plandiura.[12]
- Josep d'Arimatea, conservat al Museu Episcopal de Vic.
- Nicodem, conservat al Museu Episcopal de Vic.
- Dimes, conservat al Museu Episcopal de Vic.
- Gestes, conservat al Museu Episcopal de Vic.

## L'església
| - Santa Eulàlia d'Erill la Vall - Reproducció del Davallament d'Erill la Vall exposat a l'església de Santa Eulàlia d'Erill la Vall |

És d'estil romànic, i està datada al segle xii. Forma part del conjunt d'esglésies romàniques de la Vall de Boí que van ser declarades Patrimoni de la Humanitat per la UNESCO el 30 de novembre del 2000.
Es va realitzar una reproducció del conjunt el Davallament a aquesta església, situada damunt d'una biga sota l'arc d'entrada al presbiteri, en el marc del procés de restauració de l'esmentada església, finalitzat l'any 1997.
Com la resta d'església de la Vall de Boí, la de Santa Eulàlia d'Erill la Vall fou objecte de la venda i bescanvi l'any 1064 pels comtes de Pallars Sobirà, Artau I i la seva muller Llúcia de la Marca, als comtes de Pallars Jussà, Ramon V i la seva muller Valença de Tost, juntament amb el castell d'Erill i altres possessions.
El 1266 Santa Eulàlia d'Erill la Vall fou donada al monestir de Santa Maria de Lavaix, i esdevingué parròquia monàstica, característica que conservà fins a l'extinció del monestir de Lavaix, a mitjan segle xix. Tanmateix, no va perdre el règim especial que tenien les esglésies de la Vall de Boí dins del bisbat d'Urgell.